# Посилання (програмування)
В інформатиці (комп'ютерних науках) посилання (англ. reference)) є величина, яка дозволяє програмі непрямий доступ до певного елементу даних, такого як змінна або запис, в комп'ютерній пам'яті або на певному носії інформації. Посилання в програмуванні — це об'єкт, який вказує на дані, але не зберігає їх. Отримання (зміна) даних через посилання називається розіменуванням. 
Концептуально посилання є вказівником, однак може мати ряд відмінностей.
В мовах програмування низького рівня посилання може бути зреалізована як змінна, яка містить адресу комірки пам'яті. В деяких мовах високого рівня є можливість використовувати посилання при передачі об'єктів в підпрограму та із підпрограми (Виклик по посиланню).

## Дивись також
- Посилання (С++)
- Значеннєвий тип і посилальний тип

## Зноски
1. ↑  Мейнарович, Є.; Кратко, М. (2010). Англійсько-український словник з математики та інформатики 2010. e2u.org.ua (укр.). Процитовано 13 червня 2025.
2. ↑  C++ Pointers and References. www3.ntu.edu.sg. Процитовано 13 червня 2025.